# 新芝加哥 (蒙大拿州)
新芝加哥（英語：New Chicago）是位於美國蒙大拿州格拉尼特縣的鬼鎮。

## 歷史
新芝加哥的郵局於1872年設立，其後於1908年停運。

## 地理
新芝加哥所處的海拔為高於海平面1231米（即4039英呎），而該地所採用的時區為UTC-7，即北美山地時區（MST）。同時該地設有夏令時間，為UTC-7調快一小時，即UTC-6（MDT）。